# Letheobia zenkeri
Letheobia zenkeri — вид змій родини сліпунів (Typhlopidae). Ендемік Камеруну. Вид названий на честь німецького натураліста Георга Августа Ценкера.

## Поширення і екологія
Letheobia wittei відомі за двома зразками, зібраними на півдні Камеруну у 1908 та 1914 роках.